# Damuqiao Lu
Damuqiao Lu (chiń. 大木桥路站) – stacja metra w Szanghaju, na linii 4. Zlokalizowana jest pomiędzy stacjami Dong’an Lu i Luban Lu. Została otwarta 31 grudnia 2005.